# Display Data Channel
Display Data Channel (DDC) —en español, Canal de Datos de Pantalla—, es un conjunto de protocolos para la comunicación digital entre una pantalla de ordenador y un adaptador gráfico que permite a la pantalla comunicar sus modos de visualización compatibles al adaptador y que permite al host del ordenador ajustar los parámetros del monitor, como el brillo y el contraste.
Al igual que los conectores VGA analógicos modernos, los conectores DVI y DisplayPort incluyen patillas para DDC, pero DisplayPort sólo admite DDC dentro de su función opcional Dual-Mode DP (DP++) en modo DVI/HDMI.
El estándar fue creado por la Video Electronics Standards Association (VESA).

## Descripción general
El conjunto de normas DDC tiene como objetivo proporcionar experiencias de gestión de energía Plug and Play y DPMS para pantallas de ordenador.
Los protocolos DDC1 y DDC2B/Ab/B+/Bi son un enlace físico entre un monitor y una tarjeta de vídeo, que originalmente se transportaba en dos o tres patillas de un conector VGA analógico de 15 patillas.
Extended Display Identification Data (EDID) es un estándar complementario; define un formato de archivo binario compacto que describe las capacidades del monitor y los modos gráficos compatibles, almacenados en un chip de memoria de sólo lectura (EEPROM) programado por el fabricante del monitor. El formato utiliza un bloque de descripción que contiene 128 bytes de datos, con bloques de extensión opcionales para proporcionar información adicional.  La versión más actual es Enhanced EDID (E-EDID) Release A, v2.0.
La primera versión de la norma EDID se adoptó en agosto de 1994. Incluía el formato EDID 1.0 y especificaba los enlaces físicos DDC1, DDC2B y DDC2Ab.
DDC version 2, introducida en abril de 1996, dividió EDID en una norma independiente e introdujo el protocolo DDC2B+.
DDC version 3, de diciembre de 1997, introdujo el protocolo DDC2Bi y la compatibilidad con VESA Plug and Display y Flat Panel Display Interface en direcciones de dispositivo independientes, lo que les obligaba a cumplir con EDID 2.0.
El estándar DDC fue sustituido por E-DDC en 1999.

## DDC/CI
El estándar DDC/CI (Interfaz de comandos) se introdujo en agosto de 1998. Especifica un medio para que un ordenador envíe comandos al monitor, así como para recibir datos de sensores del monitor, a través de un enlace bidireccional. Los comandos específicos para controlar los monitores se definen en la versión 1.0 del estándar Monitor Control Command Set (MCCS), publicado en septiembre de 1998.
Los monitores DDC/CI se suministran a veces con un sensor de color externo para permitir la calibración automática del balance de color del monitor. Algunos monitores DDC/CI inclinables admiten una función de autopivote, en la que un sensor de rotación del monitor permite al sistema operativo mantener la pantalla en posición vertical cuando el monitor se mueve entre las posiciones vertical y horizontal.
La mayoría de los monitores DDC/CI sólo admiten un pequeño subconjunto de comandos MCCS y algunos tienen comandos sin documentar. Muchos fabricantes no prestaron atención a DDC/CI en el pasado, pero ahora casi todos los monitores admiten comandos MCCS generales como la gestión del brillo y el contraste.
El estándar DDC/CI describe un conjunto completo de protocolos de control bidireccional - DDC2Ab, DDC2Bi y DDC2B+ - en un único estándar y proporciona un medio para empaquetar comandos Monitor Control Command Set.
La versión 1.1 de DDC/CI se adoptó en octubre de 2004.
La versión 2.0 de Monitor Control Command Set fue adoptada en octubre de 2003. Un nuevo MCCS V3 se introdujo en julio de 2006, aunque no ganó suficiente atención de la industria todavía. La última versión del estándar V2 es la 2.2a, adoptada en enero de 2011.

### Compatibilidad del sistema operativo con DDC/CI
A pesar de su ubicuidad en las pantallas posteriores a 2016, el sistema operativo no suele utilizar DDC/CI de forma predeterminada para el control del brillo en pantallas externas. Se puede utilizar software adicional para enviar comandos a la pantalla, pero el grado de integración del sistema varía.
Windows expone DDC/CI como la serie de API Win32 Configuración del monitor.

## E-DDC
Enhanced Display Data Channel (E-DDC) es la revisión más reciente del estándar DDC. La versión 1 se introdujo en septiembre de 1999 e incorporaba un puntero de segmento que permitía almacenar hasta 32 Kbytes de información de pantalla para su uso por el estándar Enhanced EDID (E-EDID).
Las implementaciones anteriores de DDC utilizaban un simple desplazamiento de datos de 8 bits al comunicarse con la memoria EDID del monitor, lo que limitaba el tamaño de almacentamiento a 28 bytes = 256 bytes, pero permitía el uso de EEPROM baratas de 2 Kbit. En E-DDC, se introdujo un esquema especial de direccionamiento I²C en el que se podían seleccionar múltiples segmentos de 256 bytes.  Para ello, se pasa un único índice de segmento de 8 bits a la pantalla a través de la dirección I²C 30h. (Como este acceso es siempre de escritura, el primer octeto I²C será siempre 60h.) Los datos del segmento seleccionado se leen inmediatamente a través de la dirección DDC2 normal utilizando una señal I²C 'START' repetida. Sin embargo, la especificación VESA define el rango de valores del índice del segmento como 00h a 7Fh, por lo que esto sólo permite direccionar 128 segments × 256 bytes = 32 KiB. El registro de índice de segmento es volátil, se pone a cero por defecto y se restablece automáticamente a cero después de cada NACK o STOP. Por lo tanto, debe configurarse cada vez que se acceda a datos por encima del primer segmento de 256 bytes. El mecanismo de restablecimiento automático es para proporcionar compatibilidad con versiones anteriores de, por ejemplo, hosts DDC2B, de lo contrario podrían quedar atascados en un segmento distinto de 00h en algunos casos raros.
Otros cambios importantes fueron la supresión de los protocolos DDC1 y DDC2Ab, la eliminación de las direcciones de dispositivo VESA P&D y FPDI separadas, y aclaraciones sobre los requisitos de alimentación de DDC.
E-DDC Version 1.1, aprobada en marzo de 2004, incluía compatibilidad con HDMI y electrónica de consumo.
E-DDC Version 1.1, aprobada en diciembre de 2007, introdujo la compatibilidad con DisplayPort (que no tiene enlaces DDC2B dedicados y utiliza su canal auxiliar bidireccional para la comunicación EDID y MCCS) y los estándares DisplayID.
E-DDC Version 1.3 de septiembre de 2017 contiene correcciones de erratas y aclaraciones menores.